# Starsjön
Starsjön är en sjö i Karlshamns kommun i Blekinge och ingår i Mörrumsåns huvudavrinningsområde. Vid provfiske har abborre, braxen, gädda och mört fångats i sjön.